# Trimethylaminoxid
Trimethylaminoxid (TMAO), genauer Trimethylamin-N-oxid, ist ein Aminoxid. Es kommt als Osmolyt in den Zellen von im Salzwasser lebenden Tieren vor: In Knochenfischen, Knorpelfischen, also Haien, Rochen und Weich- sowie Krebstieren. Diese Tiere nutzen den Stoff, um isoosmotisch mit dem Meerwasser zu sein, ohne entsprechende Konzentrationen löslicher Salzionen intrazellulär einlagern zu müssen. Durch mikrobiellen Abbau wird TMAO zu Trimethylamin, das den typischen Fischgeruch (siehe auch Vorkommen der Amine und Fischgeruchskrankheit) verursacht.

## Stabilisierung von Proteinen gegen hydrostatischen Druck
Trimethylamin-N-oxid stabilisiert Proteine in Zellen von Fischen gegenüber dem mit der Tiefe zunehmenden hydrostatischen Druck. So nimmt die durchschnittliche Konzentration von TMAO bei Echten Knochenfischen von 40 mmol/kg in 0 m Tiefe auf 261 mmol/kg in 4850 m Tiefe zu. Dadurch steigt die interne Osmolalität in den Fischzellen mit zunehmender Habitattiefe. Die bislang höchste TMAO-Konzentration wurde mit 386 mmol/kg beim Scheibenbauchfisch Notoliparis kermadecensis in 7000 m Tiefe im Kermadecgraben gemessen, was einer Osmolalität von 991 mOsmol/kg entspricht. Im November 2017 wurden im Marianengraben in Tiefen bis zu 8098 Metern Pseudoliparis swirei aus der Familie der Scheibenbäuche beobachtet, im Puerto-Rico-Graben konnte in 8370 Metern Tiefe nur ein totes Exemplar von Abyssobrotula galatheae geborgen werden. Diese Beobachtungen bestätigen die Hypothese, dass diese Fische unterhalb einer Tiefe von etwa 8200 m aus biochemischen Gründen nicht leben können: Höhere TMAO-Konzentrationen würden die Proteine in der Zelle wie das für Muskelbewegungen verantwortliche Myosin in einem Ausmaß stabilisieren, dass sie nicht mehr ihre Funktion wahrnehmen könnten. Des Weiteren erreicht die Osmolalität von Meerwasser dort 1100 mOsmol/kg und bei höheren TMAO-Konzentrationen in den Zellen würde Meerwasser in das Gewebe einströmen. Die Synthese von TMAO durch das Enzym Flavinmonooxygenase 3 wurde 2019 von chinesischen Forschern im Genom von Pseudoliparis swirei aus dem Marianengraben genauer untersucht.

## Gefrierpunkterniedrigung von Körperflüssigkeiten
Trimethylamin-N-oxid übernimmt bei einigen antarktischen und arktischen Knochenfischen die Funktion eines Frostschutzmittels: Konzentrationen von im Bereich einiger mmol·l−1 leisten einen erheblichen Beitrag zur Gefrierpunktserniedrigung der Körperflüssigkeiten.

## Eigenschaften
Trimethylaminoxid ist bei erhöhter Temperatur thermisch instabil. Bei DSC-Messungen wird oberhalb von 200 °C die thermische Zersetzung beobachtet. Die Zersetzung verläuft mit einer Zersetzungswärme von −892 kJ·kg−1 bzw. −67 kJ·mol−1 stark exotherm.

## Gesundheitliche Aspekte
Im April 2013 konnte von dem Forscherteam um Robert A. Koeth das unter anderem in rotem Fleisch enthaltene L-Carnitin als ein Hauptfaktor bei der Entstehung von Trimethylaminoxid im Darm nachgewiesen werden. Die Studie zeigte anhand von Experimenten mit Mäusen und Menschen, dass bestimmte Darmbakterien L-Carnitin zu Trimethylaminen verstoffwechseln, welche weiterhin über die Leber durch Flavin-abhängige Monooxygenasen zu Trimethylaminoxid umgebaut werden. Entsprechende Bakterien gehörten insbesondere dann zur Darmflora, wenn jemand regelmäßig Fleisch isst. Trimethylaminoxid wurde bei den untersuchten Fleischessern in viel größerem Maß gebildet als bei Vegetariern. TMAO beschleunigte in tierexperimentellen Studien die Entwicklung einer Arteriosklerose. Es wird vermutet, dass TMAO den Cholesterintransport aus der Zelle unterdrückt. Dadurch komme es zur Ablagerung von Cholesterin an den Gefäßwänden, was die Entstehung von Arteriosklerose begünstige. Der von Koeth et al. nachgewiesene Zusammenhang zwischen L-Carnitin und der Entstehung von TMAO liefert nach Überzeugung des Forscherteams eine schlüssige Erklärung für den in vielen Studien beobachteten Zusammenhang zwischen hohem Konsum von rotem Fleisch und der damit einhergehenden höheren Rate von Herz-Kreislauf-Erkrankungen. Eine Interventionsstudie, um die schädliche Wirkung des TMAOs auch beim Menschen nachzuweisen, steht noch aus. Die Übersichtsarbeit von Ussher et al. verweist darauf, dass eine Vielzahl von Studien demgegenüber gesundheitlich nützliche Eigenschaften des L-Carnitin-Konsums demonstriert hätten – nämlich gegen Stoffwechselstörungen einschließlich Insulinresistenz der Skelettmuskulatur und koronarer Herzerkrankung. Außerdem sei Speisefisch eine signifikante TMAO-Quelle. Fischkonsum und Fischölsupplementierung könnten jedoch positive Effekte bezüglich kardiovaskulärer Gesundheit zeigen.
Verschiedene Studien zeigten, dass eine „pflanzenbasierte Ernährung“ die TMAO-Konzentrationen im Blutplasma und Urin reduziert, während der Konsum von tierischem Eiweiß die TMAO-Spiegel erhöht. Zugleich sind Studien zufolge die Kalorienbeschränkung und der viszerale Gewichtsverlust mit einer Verringerung der TMAO-Spiegel assoziiert.